# 뤼미에르와 친구들
뤼미에르와 친구들(Lumiere Et Compagnie, Lumiere And Company)은 스웨덴에서 제작된 테오도로스 앙겔로플로스 감독의 1995년 다큐멘터리 영화이다. 페닐라 어거스트 등이 주연으로 출연하였고 닐 에델스타인 등이 제작에 참여하였다.

## 요약
1. 파트리스 르콩트: 열차의 도착 촬영 100년 후, 같은 역에서 장면을 재현한다.
2. 가브리엘 악셀: 예술의 진화가 영화에서 절정에 달하는 모습을 보여준다. 이어서 두 남자가 결투를 벌인다.
3. 클로드 밀러: 한 소녀가 다른 사람들에 의해 계속 저울에서 밀려나다가, 한 남자가 그녀를 안아 올려 어깨에 메고 저울에 올라선다.
4. 자크 리베트: 한 소녀가 고무줄 놀이를 하고, 한 여자가 롤러 스케이트를 탄다. 롤러 스케이트를 타던 여자가 신문을 읽던 남자와 부딪힌다.
5. 미하엘 하네케: 열차의 도착 촬영 100년 후인 1995년 3월 19일, TV 뉴스 화면들이 다양하게 나온다.
6. 페르난도 트루에바: 스페인 군 복무를 거부한 양심적 병역 거부자 펠릭스 로메로가 사라고사의 감옥에서 풀려난다.
7. 메르자크 알루아슈: 한 커플이 공원을 걷다가 카메라를 발견한다. 둘 다 카메라를 살펴보더니 남자가 여자를 밀쳐낸다.
8. 레몽 드파르동: 아이들이 사다리를 이용해 큰 동상 꼭대기에 모자를 씌운다.
9. 빔 벤더스: 두 남자가 도시 풍경을 살펴본다.
10. 자코 반도르말: 웃는 커플이 키스한다.
11. 나딘 트랭티냥: 관광객들이 루브르 박물관 안뜰을 돌아다닌다.
12. 레지 바르니에: 프랑수아 미테랑이 공원에서 카메라를 향해 걸어온다. 영화 속 한 장면에 대한 내레이션이 나온다.
13. 휴 허드슨: 히로시마의 일본인 학생들이 기념비를 방문한다. 히로시마 폭격 뉴스 보도 음성이 재생된다.
14. 장이머우: 한 남자가 전통 중국 활 현악기를 연주하고, 한 여자는 춤을 춘다. 그들은 전통 의상에서 펑크 패션으로 바꾸고, 남자는 기타를 치고 여자는 헤드뱅잉을 한다.
15. 리브 울만: 촬영 감독 스벤 니크비스트가 카메라를 조작한다.
16. 비센테 아란다: 승리 퍼레이드가 거리를 따라 행진한다.
17. 루치안 핀틸리에: 사람들이 헬리콥터에 오른다. 헬리콥터가 이륙한다.
18. 존 부어먼: 마이클 콜린스 촬영 현장의 비하인드 영상.
19. 클로드 를루슈: 한 커플이 서로 포옹하고, 그 주변을 다양한 카메라 스태프들이 움직인다.
20. 아바스 키아로스타미: 프라이팬 위에서 달걀이 익는다. 음성 메시지가 재생된다.
21. 라세 할스트룀: 아기를 안은 여자가 지나가는 기차에 손을 흔든다.
22. 콘스탄티노스 가브라스: 다양한 젊은이들이 카메라를 보기 위해 모인다.
23. 요시다 요시시게: 요시다와 카메라가 찍힌 장면과 히로시마의 파괴된 건물 장면이 교차되며 폭발음이 들린다.
24. 이드리사 우에드라오고: 한 남자가 강에서 수영을 하다가 가면을 쓴 다른 남자에게 놀라 도망친다.
25. 가스통 카보레: 영화관 밖에서 카메라를 든 친구들이 필름통 가득 실린 트럭을 발견한다.
26. 유세프 샤힌: 두 남자가 기자 피라미드를 촬영한다. 다른 남자가 그들에게 달려와 카메라를 부수고 화를 내며 떠난다.
27. 헬마 잔더스 브람스: 루이 코셰 헌정 - 한 남자가 폭포 옆에서 조명 장비를 지휘한다.
28. 프란시스 지로드: 의자에 앉은 감독을 보여주는 큰 텔레비전 화면이 흰 페인트로 덮여진다.
29. 세드릭 클라피쉬: 한 남자와 여자가 포옹하는 장면을 연기하려 한다.
30. 알랭 코르노: 한 여자가 춤을 추고 옷 색깔이 빠르게 변한다.
31. 머천트 & 아이보리: 사람들이 파리 시내 거리를 배회한다.
32. 제리 샤츠버그: 한 쓰레기 수거원이 쓰레기를 트럭 뒤에 싣는다. 한 여자가 쓰레기를 버리고 싶지 않다며 그와 말다툼을 한다.
33. 스파이크 리: 갓 태어난 딸 새첼 리의 영상.
34. 안드레이 콘찰롭스키: 자연 풍경 속에서 동물의 사체가 천천히 부패한다.
35. 피터 그리너웨이: 뤼미에르 형제, 다양한 연도, 의자에 앉은 누드 남성 등 다양한 이미지들.
36. 비가스 루나: 들판에 앉은 누드 여자가 아기에게 젖을 물린다.
37. 아서 펜: 침대에 묶인 남자가 비명을 지른다. 그 위층 침대에는 임산부가 있다.
38. 데이비드 린치: 경찰이 살인 피해자를 발견하고 가족에게 알린다.
39. 테오 앙겔로풀로스: 오디세우스가 바위 해변에서 깨어난다. 자신이 어디에 있는지 알아내려 애쓰며 카메라를 노려본다.

## 출연

### 주연
- 페닐라 어거스트
- 브루노 강쯔
- 이자벨 위페르
- 스파이크 리
- 리암 니슨
- 스벤 닉비스트
- 레나 올린
- 에이단 퀸
- 스티븐 레아
- 앨런 릭먼
- 리브 울만
- 막스 폰 시도우

## 제작진
- 공동제작: 소렌 스테어모즈